# Унцер, Иоганн Христоф
Иоганн Христоф Унцер (17 мая 1747, Вернигероде — 20 августа 1809, Гёттинген) — германский поэт, врач, драматург. Племянник известной в своё время поэтессы и философа Иоганны Шарлотты Унцер.
Рано потерял мать и с 1752 года рос под надзором мачехи; талант к стихотворчеству имел с начальной школы. Образование получал сначала в латинской гимназии родного города, с 1764 года в монастырской школе в Ильфельде, где под влиянием учителей проникся идеями эпикурейства, вследствие чего за безалаберность был 31 августа 1767 года исключён из школы. Ему, тем не менее, удалось получить стипендию для обучения на медицинском факультете Гёттингенского университета, который он окончил в 1771 году со степенью доктора медицины, после чего на некоторое время вернулся в Вернигероде, а затем уехал в Альтону, где стал помощником своего дяди Иоганна Августа Унцера, также медика, под руководством которого совершенствовался как врач общей практики и проявляя наибольший интерес к офтальмологии и гинекологии. В 1775 году он стал профессором натуральной философии и естественной истории в альтонской гимназии, а с 1789 года был окружным врачом; с 1791 года был медицинским инспектором, в 1801 году вышел в отставку. В первый раз женился в 1778 году, но брак не был счастливым и окончился разводом в 1790 году. В 1807 году женился вторично, на француженке. Последние годы жизни болел, лечился в Карловых Варах.
В свободное от занятий медициной время занимался написанием поэтических и драматических сочинений, не в последнюю очередь под влиянием своей тёти Шарлотты. Его перу принадлежат трагедия «Diego und Leonore» (Гамбург, 1775, 2-е издание — 1782; была высоко оценена критикой и неоднократно ставилась на сцене, в том числе во Франции), роман «Geschichte der Brüder des grünen Bundes» (Берлин, 1782), «Schauspiele» (1782). Его поэтический сборник «Hinterlassene Schriften poetischen Inhalts» был издан в Альтоне в 1811 году.